# Plethodon caddoensis
Plethodon caddoensis é uma espécie de salamandra da família Plethodontidae.
É endémica do Arkansas.
Os seus habitats naturais são: florestas temperadas, áreas rochosas e cavernas.
Está ameaçada por perda de habitat.